# Ledenika
Ledenika (ledenik, čupavac, lat. Mesembryanthemum), biljni rod jednogodišnjewg raslinja iz porodice čupavica (Aizoaceae) kojemu pripada 107 priznatih vrsta. U Hrvatskoj su poznate dvije vrste čupavac čvorasti (M. nodiflorum) i dubac vodeni ili ledenica trava (M. crystallinum), ali domovina ledenike je Južnoafrička Republika.
Ime ledenik ili ledenika dolazi po prozirnoj pokožici na listu koje izgleda poput kristalića leda, a na suncu svjetluca poput bisera.

## Vrste
1. Mesembryanthemum aitonis Jacq.
2. Mesembryanthemum alatum (L.Bolus) L.Bolus
3. Mesembryanthemum amabile (Gerbaulet & Struck) Klak
4. Mesembryanthemum amplectens L.Bolus
5. Mesembryanthemum archeri (L.Bolus) Klak
6. Mesembryanthemum arenarium (N.E.Br.) L.Bolus
7. Mesembryanthemum articulatum Thunb.
8. Mesembryanthemum barklyi N.E.Br.
9. Mesembryanthemum baylissii (L.Bolus) Klak
10. Mesembryanthemum bicorne Sond.
11. Mesembryanthemum brevicarpum (L.Bolus) Klak
12. Mesembryanthemum bulletrapense Klak
13. Mesembryanthemum canaliculatum Haw.
14. Mesembryanthemum caudatum L.Bolus
15. Mesembryanthemum chrysophthalmum (Gerbaulet & Struck) Klak
16. Mesembryanthemum clandestinum Haw.
17. Mesembryanthemum corallinum Thunb.
18. Mesembryanthemum cordifolium L.f.
19. Mesembryanthemum coriarium Burch.
20. Mesembryanthemum crassicaule Haw.
21. Mesembryanthemum cryptanthum Hook.f.
22. Mesembryanthemum crystallinum L.
23. Mesembryanthemum deciduum (L.Bolus) Klak
24. Mesembryanthemum decurvatum (L.Bolus) Klak
25. Mesembryanthemum delum L.Bolus
26. Mesembryanthemum digitatum Aiton
27. Mesembryanthemum dimorphum Welw. ex Oliv.
28. Mesembryanthemum dinteri Engl.
29. Mesembryanthemum emarcidum Thunb.
30. Mesembryanthemum englishiae L.Bolus
31. Mesembryanthemum eurystigmatum Gerbaulet
32. Mesembryanthemum exalatum (Gerbaulet) Klak
33. Mesembryanthemum excavatum L.Bolus
34. Mesembryanthemum expansum L.
35. Mesembryanthemum fastigiatum Thunb.
36. Mesembryanthemum flavidum Klak
37. Mesembryanthemum gariepense (Gerbaulet & Struck) Klak
38. Mesembryanthemum gariusanum Dinter
39. Mesembryanthemum geniculiflorum L.
40. Mesembryanthemum gessertianum Dinter & A.Berger
41. Mesembryanthemum glareicola (Klak) Klak
42. Mesembryanthemum granulicaule Haw.
43. Mesembryanthemum grossum Aiton
44. Mesembryanthemum guerichianum Pax
45. Mesembryanthemum haeckelianum A.Berger
46. Mesembryanthemum holense Klak
47. Mesembryanthemum hypertrophicum Dinter
48. Mesembryanthemum inachabense Engl.
49. Mesembryanthemum junceum Haw.
50. Mesembryanthemum juttae Dinter & A.Berger
51. Mesembryanthemum knolfonteinense Klak
52. Mesembryanthemum kuntzei Schinz
53. Mesembryanthemum ladismithiense Klak
54. Mesembryanthemum lancifolium (L.Bolus) Klak
55. Mesembryanthemum latipetalum (L.Bolus) Klak
56. Mesembryanthemum leptarthron A.Berger
57. Mesembryanthemum lignescens (L.Bolus) Klak
58. Mesembryanthemum ligneum (L.Bolus) Klak
59. Mesembryanthemum lilliputanum Klak
60. Mesembryanthemum longipapillosum Dinter
61. Mesembryanthemum longistylum DC.
62. Mesembryanthemum marlothii Pax
63. Mesembryanthemum namibense Marloth
64. Mesembryanthemum napierense Klak
65. Mesembryanthemum neglectum (S.M.Pierce & Gerbaulet) Klak
66. Mesembryanthemum neofoliosum Klak
67. Mesembryanthemum nitidum Haw.
68. Mesembryanthemum noctiflorum L.
69. Mesembryanthemum nodiflorum L.
70. Mesembryanthemum nucifer (Ihlenf. & Bittrich) Klak
71. Mesembryanthemum occidentale Klak
72. Mesembryanthemum oculatum N.E.Br.
73. Mesembryanthemum oubergense (L.Bolus) Klak
74. Mesembryanthemum pallens Aiton
75. Mesembryanthemum parviflorum Jacq.
76. Mesembryanthemum paulum (N.E.Br.) L.Bolus
77. Mesembryanthemum pellitum Friedrich
78. Mesembryanthemum prasinum (L.Bolus) Klak
79. Mesembryanthemum pseudoschlichtianum (S.M.Pierce & Gerbaulet) Klak
80. Mesembryanthemum quartziticola Klak
81. Mesembryanthemum rabiei (L.Bolus) Klak
82. Mesembryanthemum rapaceum Jacq.
83. Mesembryanthemum resurgens Kensit
84. Mesembryanthemum rhizophorum Klak
85. Mesembryanthemum salicornioides Pax
86. Mesembryanthemum schenckii Schinz
87. Mesembryanthemum schlichtianum Sond.
88. Mesembryanthemum serotinum (L.Bolus) Klak
89. Mesembryanthemum sinuosum L.Bolus
90. Mesembryanthemum sladenianum L.Bolus
91. Mesembryanthemum spinuliferum Haw.
92. Mesembryanthemum splendens L.
93. Mesembryanthemum springbokense Klak
94. Mesembryanthemum stenandrum (L.Bolus) L.Bolus
95. Mesembryanthemum subnodosum A.Berger
96. Mesembryanthemum subtruncatum L.Bolus
97. Mesembryanthemum suffruticosum (L.Bolus) Klak
98. Mesembryanthemum tenuiflorum Jacq.
99. Mesembryanthemum tetragonum Thunb.
100. Mesembryanthemum theurkauffii (Maire) Maire
101. Mesembryanthemum tomentosum Klak
102. Mesembryanthemum tortuosum L.
103. Mesembryanthemum trichotomum Thunb.
104. Mesembryanthemum vaginatum Lam.
105. Mesembryanthemum vanheerdei (L.Bolus) Klak
106. Mesembryanthemum vanrensburgii (L.Bolus) Klak
107. Mesembryanthemum varians Haw.
108. Mesembryanthemum viridiflorum Aiton